# CG 36500
Unter dem Namen Coast Guard Motor Lifeboat CG 36500 ist das Rettungsboot CG 36500 der Küstenwache der Vereinigten Staaten im National Register of Historic Places eingetragen. Es war von 1946 bis 1968 im Einsatz und liegt seit 1981 als Museumsschiff im Hafen von Orleans im Bundesstaat Massachusetts der Vereinigten Staaten.

## Beschreibung
Das 36 ft (11 m) lange Boot wurde 1946 auf der United States Coast Guard Yard in Curtis Bay im Bundesstaat Maryland gebaut und war nach seiner Indienststellung bis zu seiner Ausmusterung 1968 in Chatham stationiert. Das CG 36500 ist eines der wenigen erhaltenen Boote seiner Klasse, das noch seetauglich ist und seine ursprüngliche Aufgabe auch heute noch wahrnehmen könnte.
Es verfügt bei einem Gesamtgewicht von 19.600 lb (8.890,4 kg) unter anderem über einen Ballast-Kiel und ein Skeg aus massiver Bronze mit einem Gewicht von 2.000 lb (907,2 kg). Bei einer Reisegeschwindigkeit von 8 Knoten hat das Boot eine Reichweite von 200 mi (321,9 km). Der Kiel des aus dem Holz der Amerikanischen Weiß-Eiche aufgebauten Boots ist mit 8 in (203,2 mm) langen Nieten mit einem Durchmesser von 0,5 in (12,7 mm) aus Siliciumbronze verstärkt. Der Rumpf ist zum Schutz vor Eisschollen mit einer 1,6 mm dicken Schicht aus Monel verkleidet, der Steven des Boots besteht aus Gussbronze.
Insgesamt sind knapp 90 % der Originalteile des Boots erhalten – die anderen im NRHP eingetragenen, ebenfalls aus Holz bestehenden Schiffe weisen 5 % bis 95 % Originalteile auf.
1968 wurde das Boot außer Dienst gestellt und als Exponat eines Marinemuseums des National Park Service an die Cape Cod National Seashore verlegt. 1981 wurde es von der Orleans Historical Society erworben, die es umfassend restaurierte und heute als schwimmendes Museum im Gedenken an die Lebensretter des Cape Cod betreibt. Das Boot erreicht oder übertrifft heute die Eigenschaften, die es während seiner aktiven Zeit aufwies.

## Historische Bedeutung
Das CG 36500 bildet eine wichtige Stufe in der Entwicklung von Rettungsbooten, deren Ursprünge bis in das 18. Jahrhundert zurückreichen: 1784 baute der Engländer Lionel Lukin erstmals eine 20 ft (6,1 m) lange norwegische Yawl zu einem sich selbst aufrichtenden, unsinkbaren Boot um, was allgemein als der Beginn der Konstruktion von Rettungsbooten angesehen wird. In den Vereinigten Staaten kamen sie 1851 erstmals zum Einsatz, woraus sich später der United States Life-Saving Service entwickelte.
1899 wurde von der Lebensrettungsstation am Oberen See in Marquette (Michigan) zum ersten Mal ein Rettungsboot mit einem Gasmotor motorisiert, 1908 wurden die ersten 11-m-Boote in den gesamten USA mit dieser Technik ausgerüstet. Trotz stärker werdender Motoren verfügten die meisten Rettungsboote immer noch über Segel und Ruder. 1915 ging aus dem United States Life-Saving Service die Küstenwache der Vereinigten Staaten hervor.
Das CG 36500 ist ein Exemplar eines Modells, das von 1937 bis 1956 mit einer Auflage von 138 Stück (Baunummern CG 36416 bis CG 36554) gebaut wurde und Mitte des 20. Jahrhunderts in nahezu jeder Station der US-Küstenwache im Einsatz war. Erst 1963 wurde dieser Schiffstyp nach und nach durch ein stählernes Nachfolgemodell mit 44 ft (13,4 m) Länge und zwei Dieselmotoren ersetzt. Seit 1991 ersetzt die Küstenwache diese durch moderne, 47 ft (14,3 m) lange Boote aus Aluminium.
CG 36500 erlangte besondere nationale und teilweise auch internationale Berühmtheit durch seine Rolle bei der Rettung von Schiffbrüchigen des T2-Tankers SS Pendleton vor Chatham im Jahr 1952, als die Besatzung des Rettungsboots unter Einsatz ihres Lebens während eines Nor’easter 32 Crewmitglieder des in zwei Teile gebrochenen Tankers rettete, obwohl das Rettungsboot nur für 12 Personen ausgelegt war. Lediglich ein Besatzungsmitglied des Tankers konnte nicht gerettet werden. Der Rettungseinsatz fand bei heftigem Schneefall, Windstärken von 70 kn (≈ 12 Bft) und bis zu 60 ft (18,3 m) hohen Wellen statt. Das einzige Navigationsgerät bestand zu dieser Zeit aus einem Kompass, der jedoch bereits kurz nach der Abfahrt über Bord ging. Die Crew erhielt für ihren selbstlosen Einsatz die Lifesaving Medal der Küstenwache in Gold. Aufgrund dieser historischen Tat ist das Boot noch heute ein gern gesehener Gast bei maritimen Veranstaltungen im südlichen Neuengland und „eine Legende in der Geschichte der Küstenwache der Vereinigten Staaten“.

## Sonstiges
Die Rettung der Schiffbrüchigen der Pendleton wurde 2016 unter dem Titel The Finest Hours verfilmt.